# レヴォン・ジョーダン
レヴォン・ジョーダン（Levonn Jordan、1985年7月4日 - ）は、 アメリカ合衆国ノースカロライナ州出身のプロバスケットボール選手である。bjリーグの浜松・東三河フェニックスに所属していた。ポジションはガードフォワード。

## 来歴
イーロン大学からスペインのHABITACLE BADAJOZを経て、2008年12月に浜松・東三河フェニックス入団。
ボールを奪ってすぐに相手陣内に入り、レイアップを決める姿は、元フェニックスの川村卓也を彷彿させる。